# Hoploplana grubei
Hoploplana grubei är en plattmaskart. Hoploplana grubei ingår i släktet Hoploplana och familjen Hoploplanidae. Inga underarter finns listade i Catalogue of Life.